# 桃源台駅
桃源台駅（とうげんだいえき）は、神奈川県足柄下郡箱根町元箱根（富士箱根伊豆国立公園湖尻集団施設地区）にある小田急箱根箱根ロープウェイの駅である。
本項では隣接する芦ノ湖の港である、小田急箱根の運航する箱根海賊船が発着する桃源台港（とうげんだいこう）についても扱う。両施設はさらに箱根登山バスと小田急ハイウェイバスの路線バスを加えて3種類の交通機関で旅客ターミナルを共用する。駅ナンバリングはOH 65。

## 歴史
- 1960年（昭和35年）9月7日：開業。
- 2006年（平成18年）6月1日：ロープウェイの架け替え工事により休業[2]。休業中は、駅舎のほか、バスターミナルと港の待合所も含めた広範囲な改修工事が行われていた。そのため、隣接する駐車場の一部が臨時のバスターミナル・券売所・トイレとなっていた。
- 2007年（平成19年）6月1日：営業再開。
- 2022年（令和4年）4月1日：箱根ロープウェイが箱根登山鉄道に吸収合併され、ロープウェイの駅は同社（現：小田急箱根）の駅となる[3]。

## 駅構造
駅舎の2階にロープウェイ乗り場、1階にロープウェイの改札、およびロープウェイ・バス乗車券売り場と土産物店、地下1階にレストラン、地下2階に箱根海賊船乗り場があり、各フロアはエスカレーター・エレベーターで連絡している。
当駅は箱根ロープウェイの終点駅となっており、同じく終点駅の早雲山駅とともにロープウェイの緊張設備が設置されている。

## 駅・港周辺

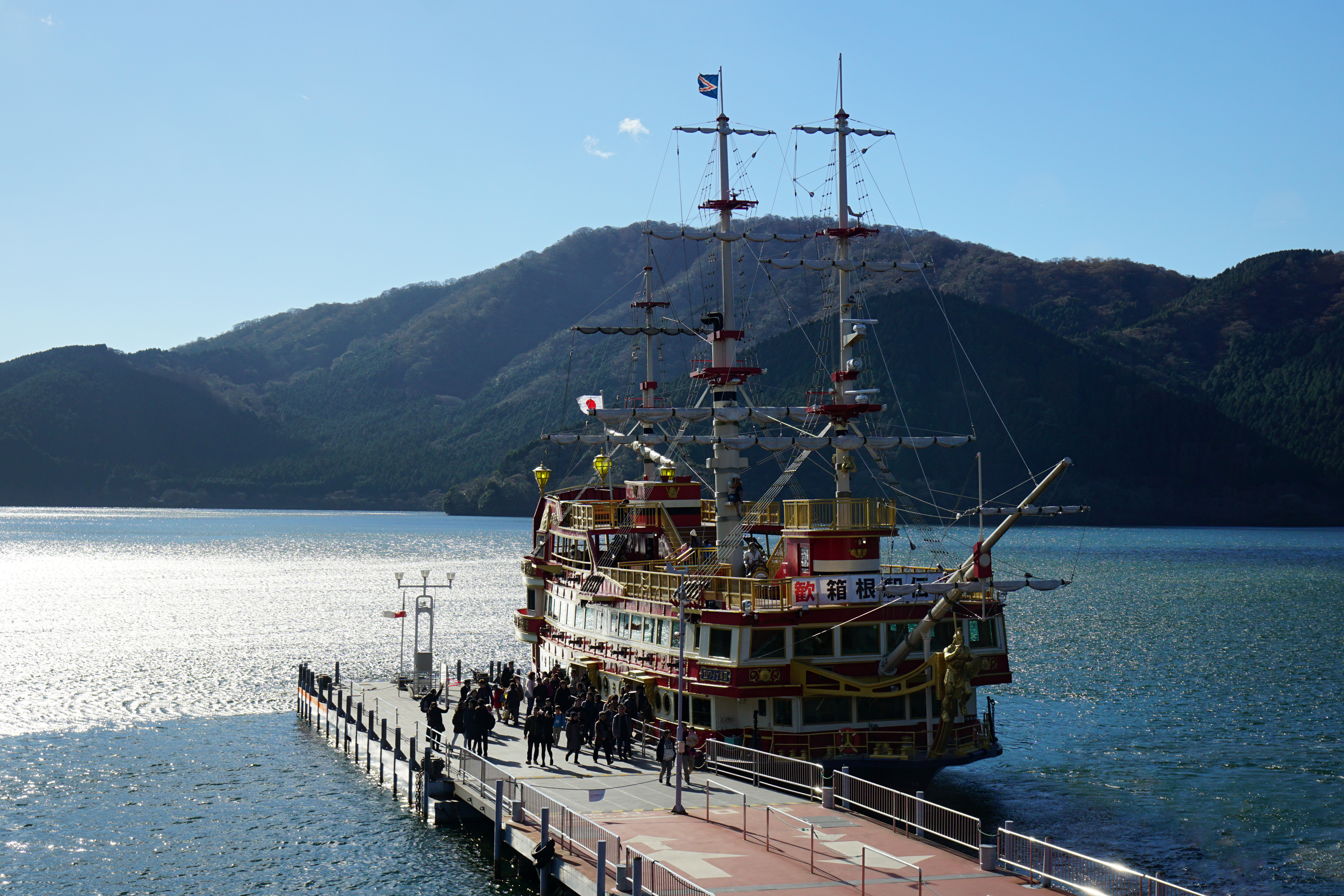
桃源台港

駅は小田急グループ交通機関の結節点（ロープウェイ・船・路線バス）であり、港及びバスターミナルと一体的な施設となっている。西武グループ・伊豆箱根鉄道の交通機関は乗り入れない。当駅付近は集落標識に従うと「湖尻」の集落外になる。
- 芦ノ湖
- 芦ノ湖キャンプ村
- 湖尻港：芦ノ湖遊覧船（富士急グループ）が発着、徒歩約10分
- 小田急箱根レイクホテル - 駅前の道路（神奈川県道75号湯河原箱根仙石原線）を箱根町方面へ徒歩4分。

## バス路線

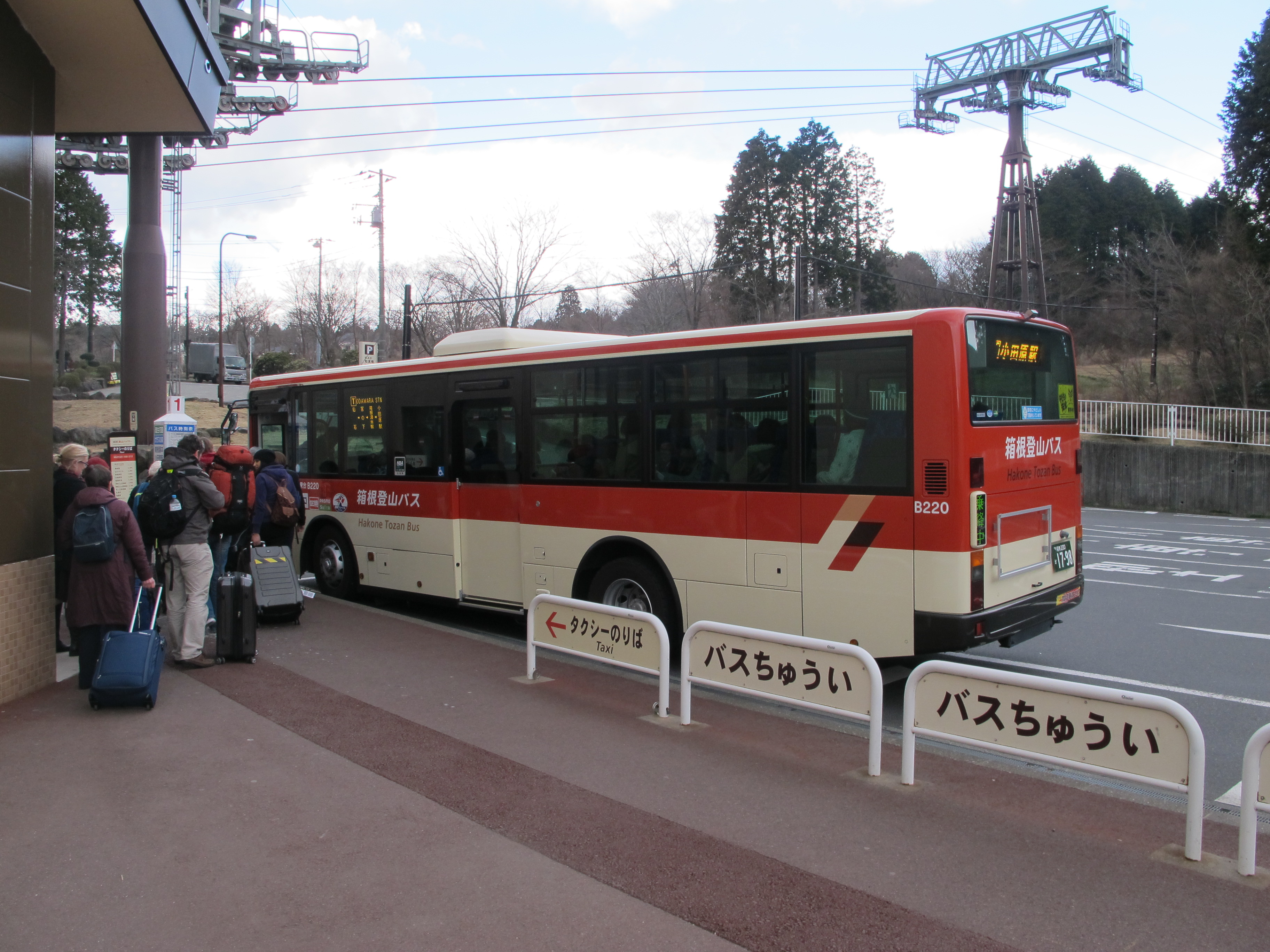
小田原駅行きの路線バス

「桃源台」バス停（停留所番号：OH65）が設けられている。以下の路線が発着する。
1番のりば
- [T] 桃源台線：仙石・宮城野・宮ノ下経由 箱根湯本駅・小田原駅行き（箱根登山バス）
- [TG] 桃源台・強羅線：仙石・宮城野経由 強羅駅行き（箱根登山バス）

2番のりば
- [W] 箱根線：仙石・御殿場駅経由 東名御殿場・新宿高速バスターミナル（小田急ハイウェイバス）
- [V] 羽田線：横浜駅東口経由 羽田空港（小田急ハイウェイバス・京浜急行バス）

3番のりば
- [T] 桃源台線：湖尻（箱根登山バス）
- [W] 箱根線：湖尻経由 箱根園・箱根小田急山のホテル（小田急ハイウェイバス）

## ギャラリー

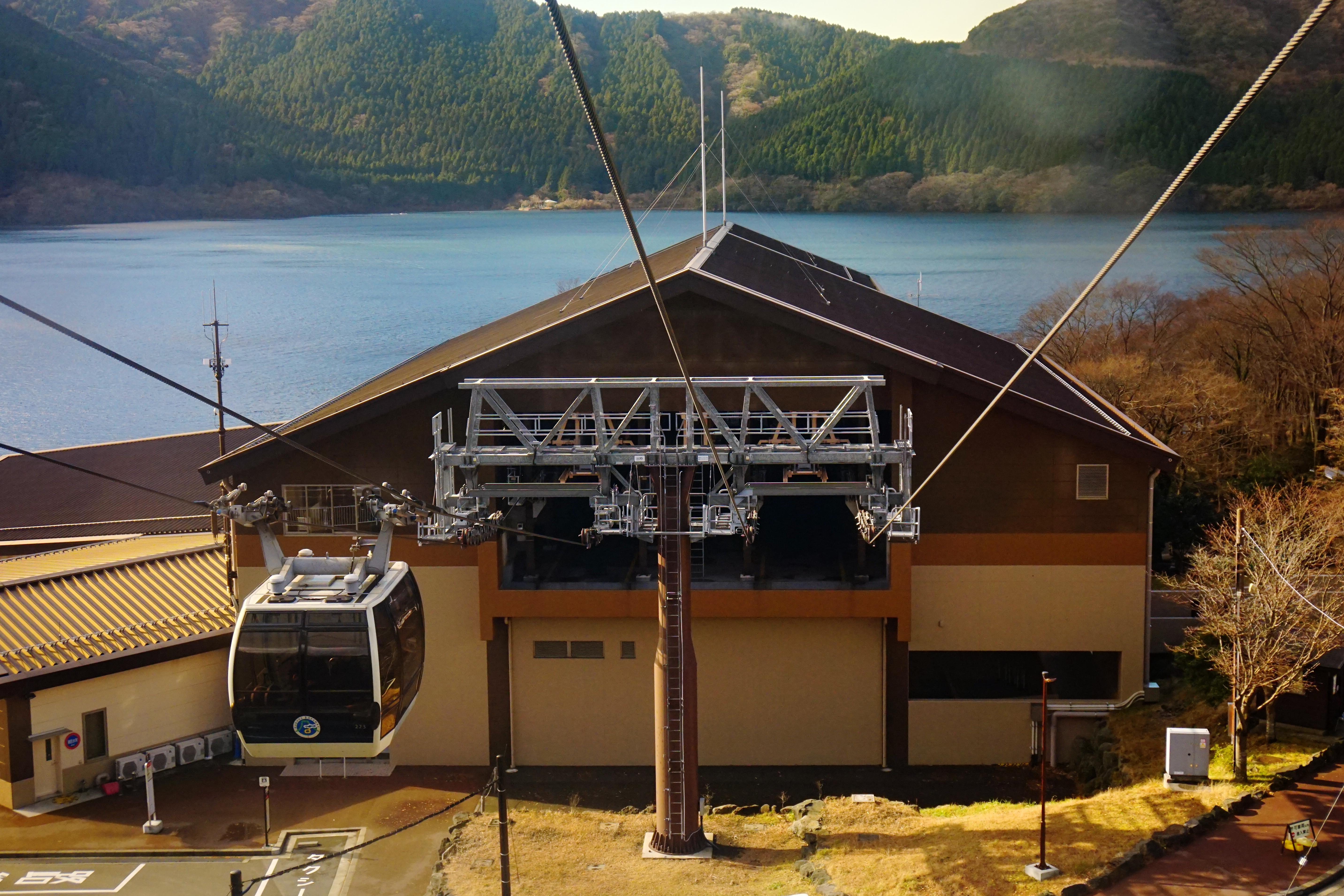
駅舎と芦ノ湖 （2016年12月）
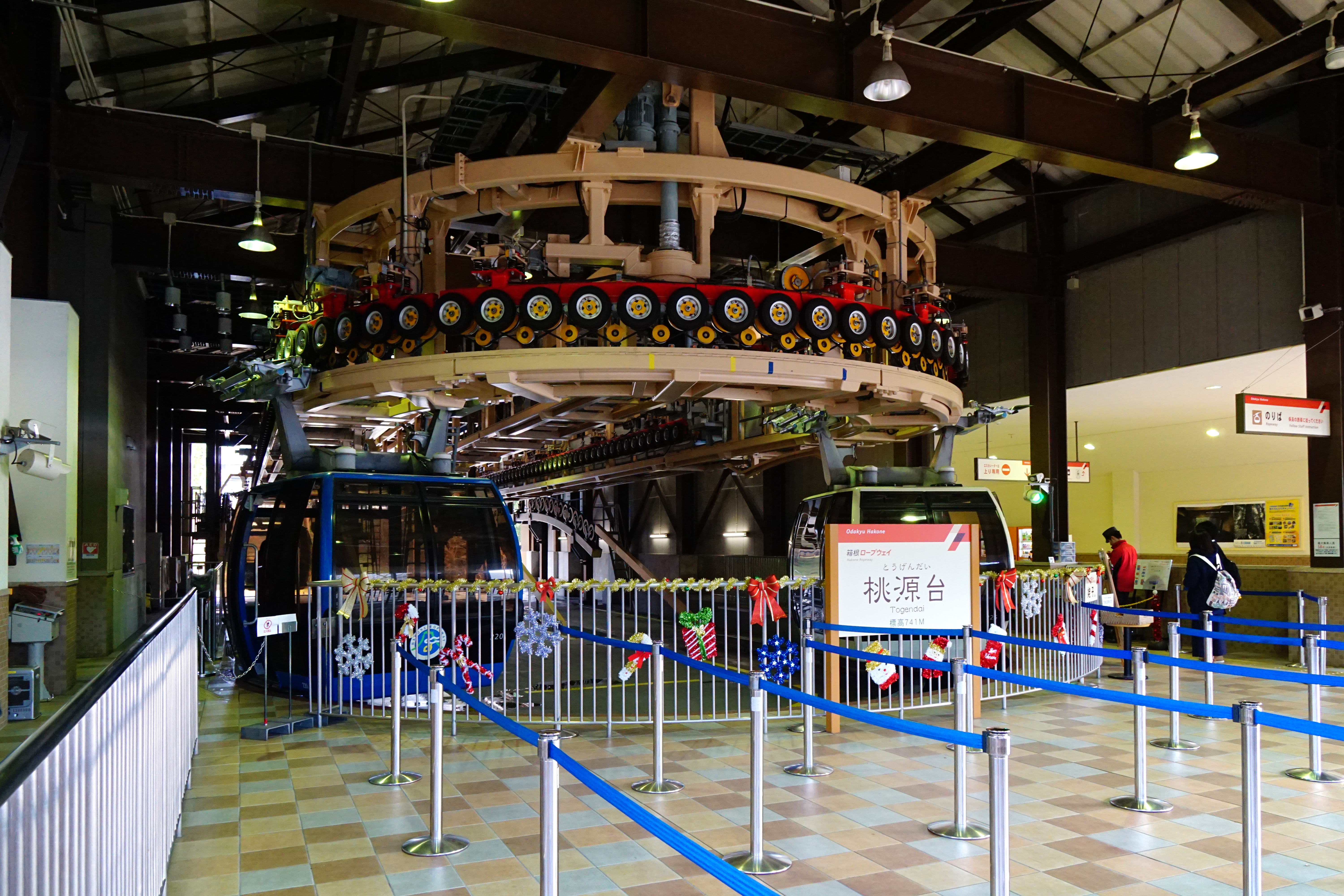
駅ホーム （2016年12月）
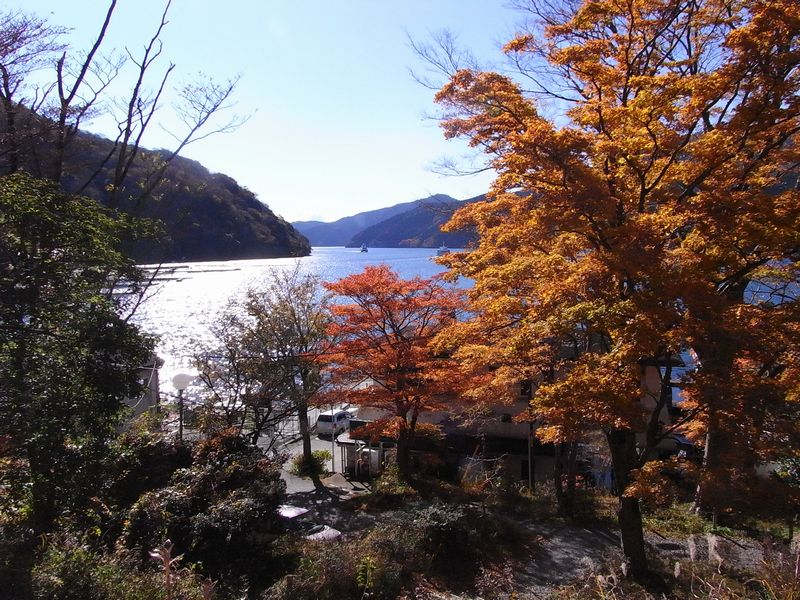
ゴンドラから芦ノ湖を見る（2008年11月）
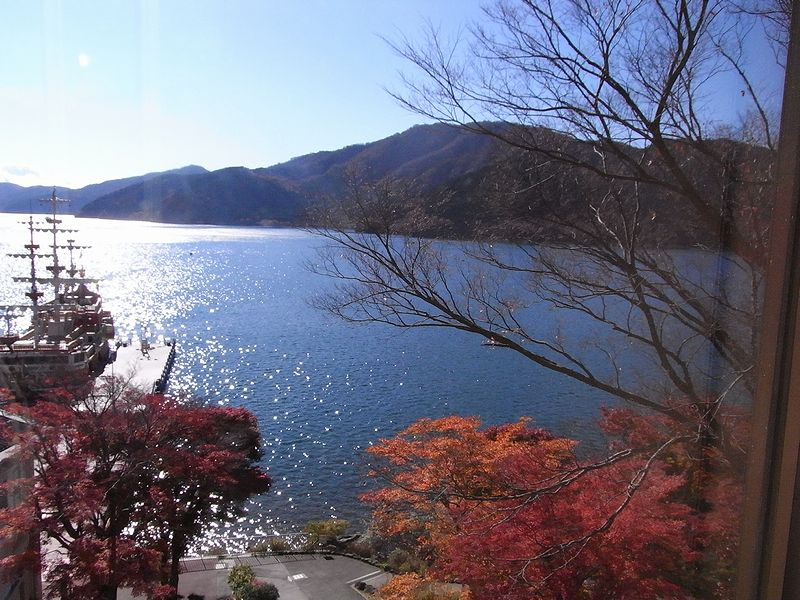
ゴンドラから芦ノ湖を見る（2008年11月）
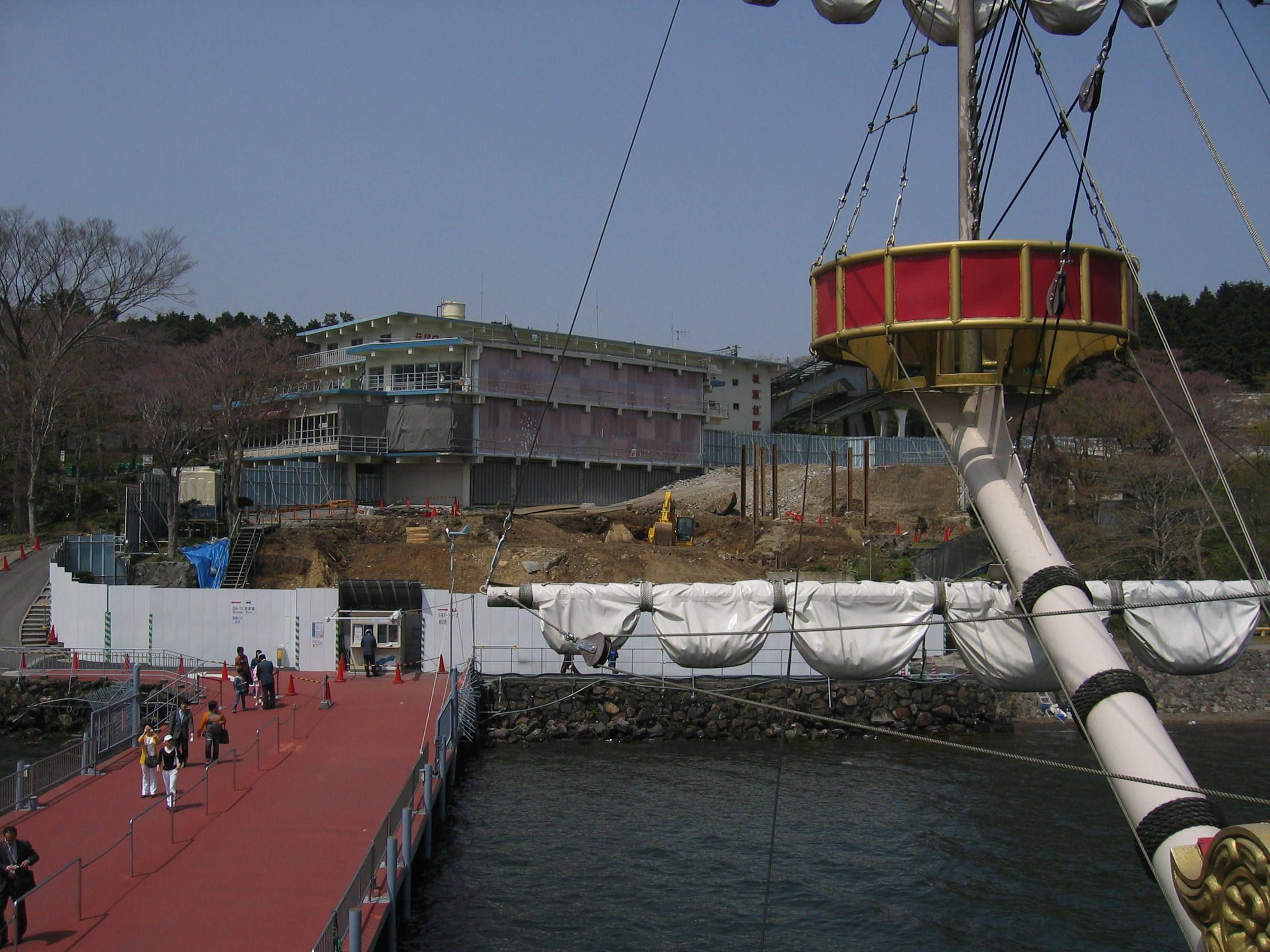
改築中の桃源台駅（2006年5月）
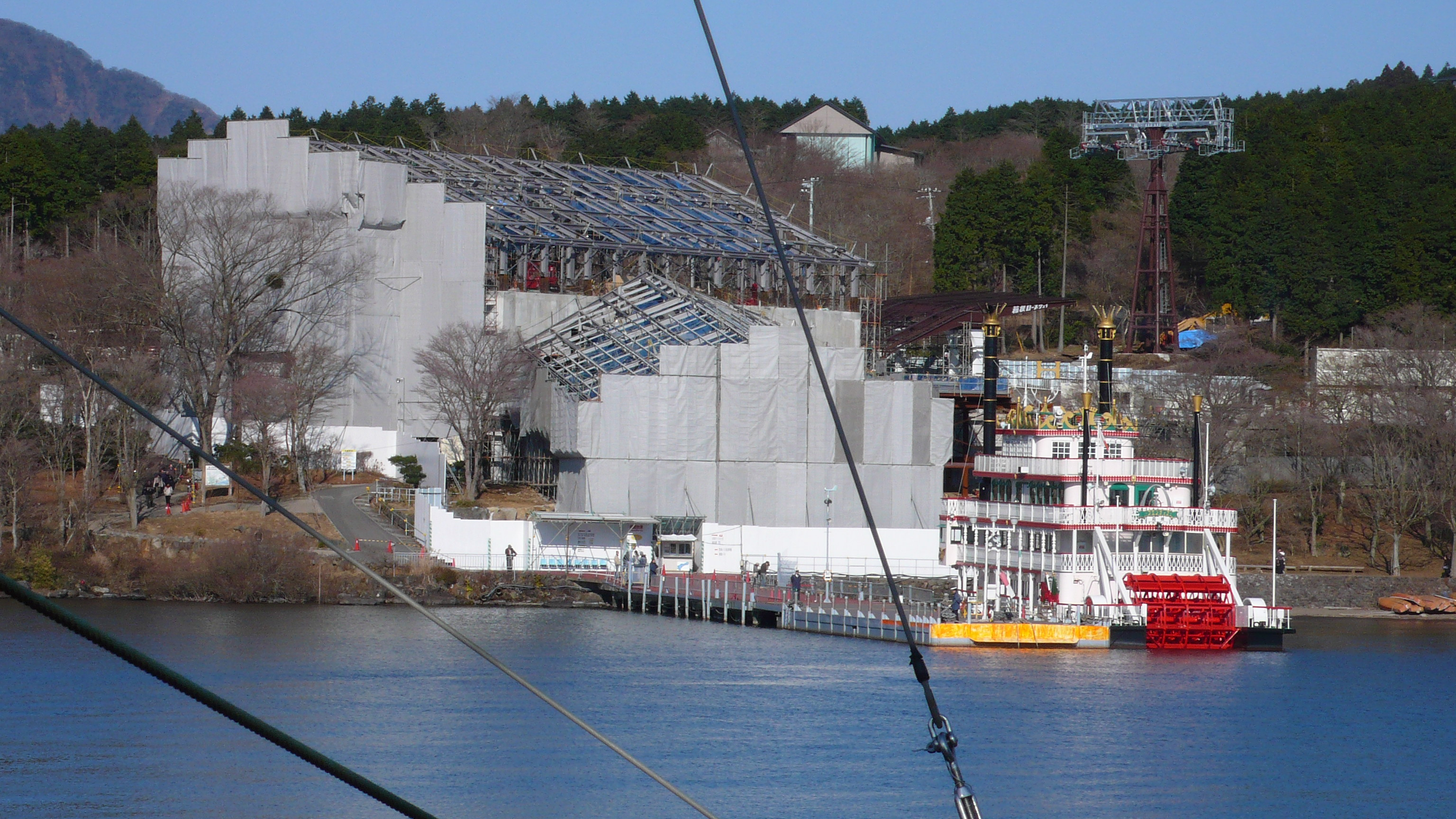
改築中の桃源台駅。外輪船形の観光船「フロンティア」が臨時待合室として使われた（2006年12月）

## 隣の駅
小田急箱根
 箱根ロープウェイ
姥子駅 (OH 64) - 桃源台駅 (OH 65)

## 隣の港
小田急箱根
 箱根海賊船
元箱根港 (OH 67) → 桃源台港 (OH 65) → 箱根町港 (OH 66)
- 一部の便は逆の経路で運航（「箱根海賊船#航路」を参照）。